# Anomala montana
Anomala montana är en skalbaggsart som beskrevs av Lin 1996. Anomala montana ingår i släktet Anomala och familjen Rutelidae. Inga underarter finns listade i Catalogue of Life.